# 山田恵一 (貴族院議員)
山田 恵一（惠一、やまだ けいいち、1873年（明治6年）11月16日 - 1930年（昭和5年）12月13日）は、大正から昭和初期の実業家、政治家。貴族院多額納税者議員。

## 経歴
名東県山田郡、後の香川県山田郡前田村（木田郡前田村を経て現高松市前田）で山田光次郎の長男として生まれる。1904年（明治37年）1月に家督を相続した。奈良県立郡山尋常中学校（現奈良県立郡山高等学校）を経て、第三高等学校を卒業した。
その後帰郷し、1917年（大正6年）、香川県下の養蚕業振興のため木田郡に製糸工場を開設し、木田郡農会長、大日本山林会特別議員、香川県製糸組合長、同県農会副会長、同県蚕糸業同業組合連合会組長などを務めた。その他、讃岐電灯取締役、讃岐農工銀行取締役、高松電気軌道取締役、朝鮮勧業取締役などを歴任した。
政界では、木田郡前田村会議員を務め、1925年（大正14年）9月29日、貴族院多額納税者議員に就任し、交友倶楽部に所属して活動したが、在任中の1930年12月に死去した。